# 殳部
殳部，為漢字索引中的部首之一，康熙字典214個部首中的第七十九個（四劃的則為第十九個）。在傳統漢字與中文簡化字中，其都被歸為四劃部首。殳部通常從右方為部字。且無其他部首可用者將部首歸為殳部。

## 部首單字解釋
- 古兵器名，用竹木做成，長一丈二尺，有棱而無刃。也作杸。見說文。參見「殳」條目。
- 舞蹈時的道具。見說文 · 殷 · 段注。
- 戟柄。見方言 · 九。
- 姓。見通志 · 氏族略四。

## 字形

甲骨文
金文
大篆
小篆

## 名稱
- 漢語：殳部　（拼音：shūbù　注音：ㄕㄨ ㄅㄨˋ）
- 日語：
- 朝鲜語：

## 字例
| 除部首外之筆劃 | 字例 -{      |
| -------------- | ------------ |
| 3              | 㱼           |
| 4              | 㱽           |
| 5              | 段殶         |
| 6              | 殺㱾㱿殷     |
| 7              | 殻㲀殸殹𣪘   |
| 8              | 㲁㲂㲃殼殽   |
| 9              | 㲄殾殿毀毁𣪧 |
| 10             | 㲅毃毄       |
| 11             | 毅毆         |
| 12             | 㲆㲇㲈毇毈   |
| 13             | 㲉           |
| 14             | 㲊𣫕         |
| 15             | 毉𣫛         |
| 19             | 毊 }-        |